# Salvadori colón
A colón volt Salvador hivatalos pénzneme 1919 és 2001 között. 2001 óta az USA dollár a hivatalos fizetőeszköz az országban. 8,75:1 arányban váltották át.

## Bankjegyek
A bankjegyek címletei: 5, 10, 25, 50, 100 és 200 colónos volt.